# Ordem de Hamondieh
A Order de Hamondieh foi uma condecoração do Sultanato de Zanzibar. Esta atribuição era feita em reconhecimento aos serviços prestados ao Sultão do estado de Zanzibar.
Era atribuída na seguinte ordem de precedência:
- Grande Ordem
- Primeira Classe
- Segunda Classe
- Terceira Classe
- Quarta Classe
- Quinta Classe

## Condecorados famosos
- Lloyd Mathews - Grande Ordem
- Arthur Raikes - Primeira Classe
- Almirante Harry Rawson - Classe desconhecida